# Kanton Montebourg
Kanton Montebourg (francouzsky Canton de Montebourg) byl francouzský kanton v departementu Manche v regionu Dolní Normandie. Tvořilo ho 22 obcí. Zrušen byl po reformě kantonů 2014.

## Obce kantonu
- Azeville
- Écausseville
- Émondeville
- Éroudeville
- Flottemanville
- Fontenay-sur-Mer
- Fresville
- Le Ham
- Hémevez
- Joganville
- Lestre
- Montebourg
- Ozeville
- Quinéville
- Saint-Cyr
- Saint-Floxel
- Saint-Germain-de-Tournebut
- Saint-Marcouf
- Saint-Martin-d'Audouville
- Sortosville
- Urville
- Vaudreville